# Hans Meyer (utazó)

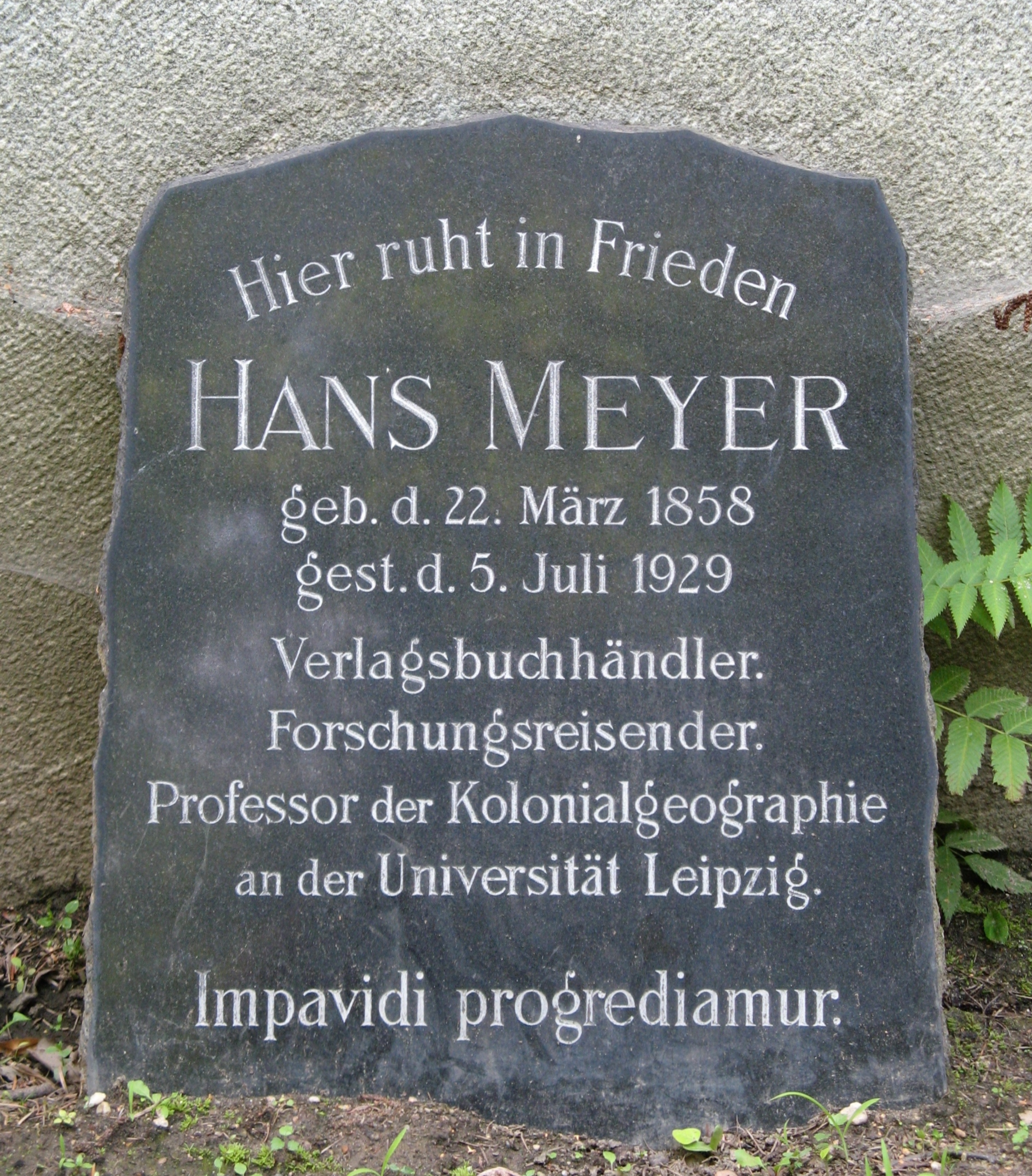
Sírköve

Hans Meyer (Hildburghausen, 1858. március 22. – Lipcse, 1929. július 5.) német utazó, hegymászó. Herrmann Julius Meyer könyvkiadó fia, Joseph Meyer könyvkiadó unokája.

## Élete
Természet- és államtudományokat tanult Lipcsében, Berlinben és Strasbourgban, utóbbi helyen avatták doktorrá. Azután 1884-ben a család könyvkiadó intézetébe (Bibliographisches Institut) lépett. De csakhamar utazni ment, s miután előbb Kelet-Ázsiát, Észak-Amerikát és Dél-Afrikát bejárta, 1887-ben a Kilimandzsáró átkutatására indult; de úgy első, mint második kísérlete, melyben Baumann kísérte, nem sikerült és ekkor Busiri fogságába esett. Csak harmadszor (1889. október 6.) ért föl a Kibokráter szélére (6130 méter), melyet Vilmos császár-csúcsnak nevezett el. 1903-ban Ecuadorban járt, majd utoljára 1911-ben kereste fel Kelet-Afrikát. Utazásairól útleírásokban számolt be. Az atyai könyvkiadó vállalatban 1915-ig dolgozott. Ezt követően meghívták a lipcsei egyetem gyarmatföldrajzi és gyarmatpolitikai tanszékére, egyúttal a gyarmatföldrajzi intézet igazgatója lett egészen haláláig.

## Művei
- Eine Weltreise (Lipcse, 1885)
- Zum Schneedom des Kilima-Ndscharo (Berlin, 1888)
- Ostafrikanische Gletscherfahrten (Lipcse, 1890)
- Die Insel Tenerife (Lipcse, 1896)
- Der Kilima-Ndscharo (Berlin, 1900)
- Die Eisenbahnen im tropischen Afrika (Lipcse, 1902)
- In den Hoch-Anden von Ecuador: Chimborazo, Cotopaxi, etc. (két kötet, Berlin, 1907)
- Niederländisch-Ostindien. Eine länderkundliche Skizze. (Berlin, 1922)

### Magyarul
- Dél-Amerika hegyóriásai; ford. M. Márki Mária; Franklin, Bp., 1930 (Világjárók. Utazások és kalandok)

## Fordítás
- Ez a szócikk részben vagy egészben  a   Hans Meyer (Afrikaforscher) című német Wikipédia-szócikk fordításán alapul.  Az eredeti cikk szerkesztőit annak laptörténete sorolja fel. Ez a jelzés csupán a megfogalmazás eredetét és a szerzői jogokat jelzi, nem szolgál a cikkben szereplő információk forrásmegjelöléseként.